# 巢湖路
巢湖路，安徽省合肥市的一条西北-东南向主干道，一环路以南称巢湖南路，北起凤凰桥西侧，南至繁华大道，未来计划延伸至环湖北路。沿路有合肥市巢湖路小学、滨水公园、合肥市包河区外国语第一实验小学、合肥市五里小学、合肥市第二十九中学、幸福游园、合肥港迎河港区等。